# مارشال أبليوايت
مارشال أبليوايت (بالإنجليزية: Marshall Applewhite)‏ (و. 1931 – 1997 م) هو معلم موسيقى، وممثل مسرحي، وزعيم طائفة ‏ أمريكي، ولد في سبور، تكساس، توفي في رانشو سنتا في ‏، عن عمر يناهز 66 عاماً ، بسبب تسمم.

## التعليم
تعلم في جامعة كولورادو، في تخصص موسيقى، وتحصل منها على ماجستير، وتعلم في Roy Miller High School ‏، وتعلم في Austin College ‏
.

## الخدمة العسكرية
خدم في القوات البرية للولايات المتحدة.